# دانييل هارفي
دانييل هارفي (بالإنجليزية: Daniel Harvey)‏ (8 نوفمبر 1982 الولايات المتحدة - ) هو لاعب كرة قدم أمريكي يلعب كلاعب وسط.